# Davy Bulthuis
Dave „Davy“ Bulthuis (* 28. Juni 1990 in Purmerend) ist ein niederländischer Fußballspieler, der auf der Position des Verteidigers spielt. Er steht bei den Suwon Samsung Bluewings in Südkorea unter Vertrag.

## Karriere
In der Jugend spielte Bulthuis beim VPV Purmersteijn und dem FC Volendam. Im Sommer 2009 wechselte er zum FC Utrecht. Dort wurde er im Juli 2011 in den Profikader hochgezogen. Er absolvierte insgesamt 80 Ligaspiele  für den FC Utrecht in der Eredivisie. Dabei erzielte der Linksverteidiger neun Tore.
Im Sommer 2014 wechselte Bulthuis in die 2. Fußball-Bundesliga zum 1. FC Nürnberg. Er unterzeichnete beim Club einen Dreijahresvertrag. Aufgrund seiner kämpferischen Art avancierte er schnell zum Publikumsliebling in Nürnberg. In seiner ersten Saison geriet Bulthuis nach einem 3:2-Sieg gegen den 1. FC Kaiserslautern mit dem damaligen Trainer Valérien Ismaël aneinander. Dies führte dazu, dass der Trainer den Verteidiger aus dem Kader strich und in die Zweite Mannschaft, die in der Regionalliga Bayern agiert, verbannte. Trotz diesen Anlaufschwierigkeiten wurde Bulthuis nach einer Entschuldigung begnadigt. Unter René Weiler, Ismaëls Nachfolger, der kurz nach dem Konflikt aufgrund der mageren Punkteausbeute vom Verein beurlaubt wurde, entwickelte sich Bulthuis zu einer wichtigen Stütze im Team. So führte er den Club in der Saison 2015/16 zum Fast-Aufstieg in die Bundesliga. Auch weil er unter dem neuen Trainer ausschließlich auf der ihm besser liegenden Innenverteidigerposition eingesetzt wurde. Am Ende der Saison 2016/17 konnten sich Bulthuis und der Verein auf keinen neuen Vertrag einigen. Somit verließ der Publikumsliebling, der eine Verlängerung angestrebt hatte, den Verein.
Anfang Juli 2017 gab dann der Erstligist FK Qəbələ aus Aserbaidschan bekannt, dass Bulthuis das Team verstärken wird. Sein Debüt in der Premyer Ligasi gab er am 12. August beim 2:1–Auswärtssieg gegen den FK Keshia. Nach sechs Monaten und nur vier absolvierten Ligaspielen wechselte er im Januar 2018 zurück in seine Heimat und schloss sich dem SC Heerenveen an. Ein Jahr später wechselte er zu Ulsan Hyundai nach Südkorea. Der Verein aus Ulsan spielte in der ersten Liga, der K League 1. 2019 und 2020 wurde er mit Ulsan Vizemeister. Am 19. Dezember 2020 stand er mit dem Verein im Endspiel der AFC Champions League. Hier besiegte man den iranischen Vertreter FC Persepolis mit 2:1. Im Januar 2022 folgte dann der Wechsel zum Ligarivalen Suwon Samsung Bluewings.

## Erfolge
FC Utrecht
- Qualifikation zur UEFA Europa League: 2012/13

Ulsan Hyundai
- K League 1

Vizemeister: 2019, 2020
- AFC-Champions-League-Sieger: 2020